# Arbeitslager Recsk

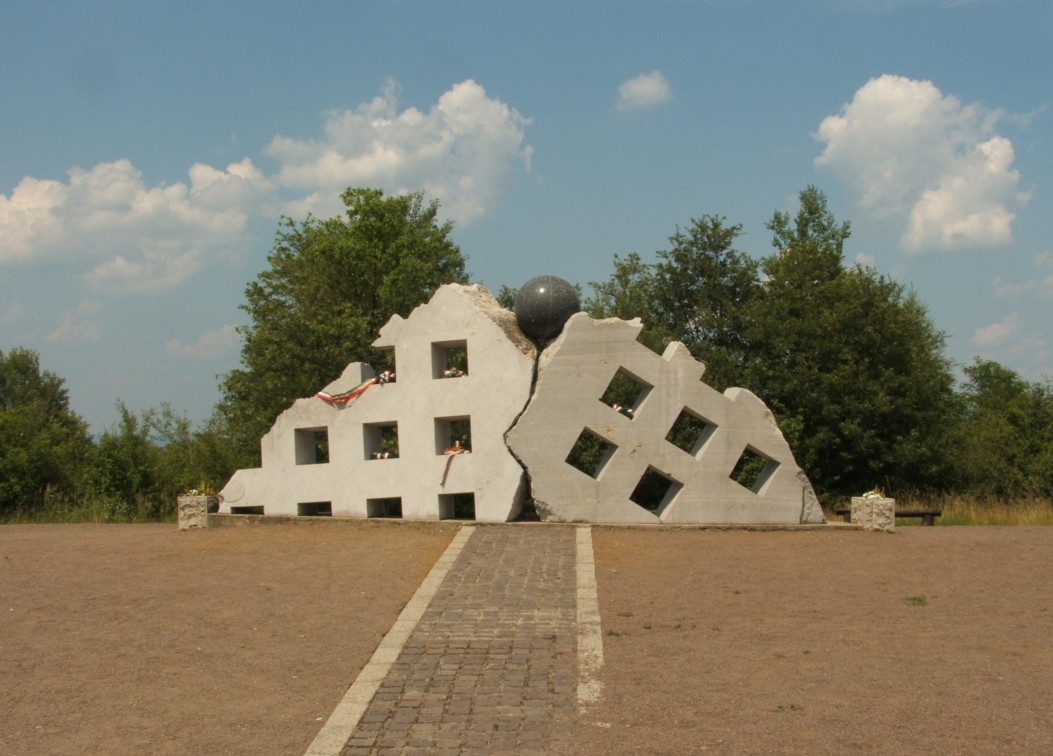
Denkmal im ehemaligen Arbeitslager

Das Zwangsarbeitslager Recsk (ungarisch Recski kényszermunkatábor) war ein Arbeitslager nahe der Gemeinde Recsk im Komitat Heves. Das Lager, das sich in unmittelbarer Nähe zu einem Steinbruch befand, wurde zwischen 1950 und 1953 von der ungarischen Staatsschutzbehörde (ÁVH) betrieben. Unter den etwa 100 kleineren und größeren Arbeitslagern jener Zeit war es als der ungarische Gulag das Berüchtigtste.

## Geschichte
Nach dem Modell des sowjetischen Gulag wurden im Zwangsarbeitslager von Recsk etwa 1500 Deportierte zum Teil ohne Gerichtsurteil gefangen gehalten, die unter minimalen Existenzbedingungen schwere körperlicher Arbeit im Steinbruch leisten mussten. Die Gefangenen wurden häufig bedroht, gefoltert oder durch Nahrungsentzug bestraft.
Lange Zeit wurde das Lager geheim gehalten. Es sind zwei gelungene Fluchtversuche bekannt. Beim ersten Fluchtversuch gelang dem Flüchtigen die Flucht in die Tschechoslowakei, nachdem ihn jedoch die Nachricht von der Verhaftung mehrerer Familienangehöriger erreichte, stellte er sich der Polizei. Am 20. Mai 1951 gelang acht Häftlingen die Flucht, indem sich einer von ihnen als Wächter verkleidete und vorgab, sieben Häftlinge zu einer Arbeit außerhalb des Lagers zu begleiteten. Die meisten der Geflohenen wurden gefasst, lediglich einem von ihnen, Gyula Michnay, gelang die Flucht bis nach Wien. Im „Radio Freies Europa“ verlas er dort die Namen von 600 Gefangenen. Dadurch erhielten die Familien der Gefangenen erstmals wieder ein Lebenszeichen und im Westen erfuhr man von der Existenz des Lagers.
Nach Stalins Tod im März 1953 beschloss der zum Ministerpräsidenten ernannte Imre Nagy die Schließung der Internierungslager und des Zwangsarbeitslagers Recsk. Die Gebäude und Zäune wurden niedergerissen, so dass im Wesentlichen nichts mehr von ihm übrig blieb. Dennoch gelang es nach der Wende, das Gebiet zu identifizieren, ein oder zwei Gebäude wurden nach Angaben von Überlebenden und anhand von Fotos wiederaufgebaut.
Bis zum heutigen Tag ist das Massengrab der hier Ermordeten nicht gefunden worden.

## Geheimhaltung nach 1953
Einer der ehemaligen Häftlinge, György Faludy, beschreibt in seinem autobiographischen Roman „Heitere Tage in der Hölle“ das Klima der Befreiung im September 1953:

„Ein damals bekanntes Sprichwort sei gewesen, man solle schweigen bis ins Grab sonst käme man ins Grab. Jede Äußerung über Umstände, Ort oder die Gründe der Internierung wurden mit einer Freiheitsstrafe von 6 Jahren bestraft. Familienangehörigen war man angewiesen zu erzählen, man sei auf einer Forschungsreise in der Sowjetunion gewesen, jene aber, die allzu viel fragten, solle man der Polizei melden.“

## Gedenken
Im 1996 eingeweihten nationalen Gedenkpark Recsk befindet sich ein Mahnmal für die ehemaligen Gefangenen. Man kann den Wachturm und eine Schlafbaracke besichtigen, ebenso einen Teil des Stacheldrahtzauns.

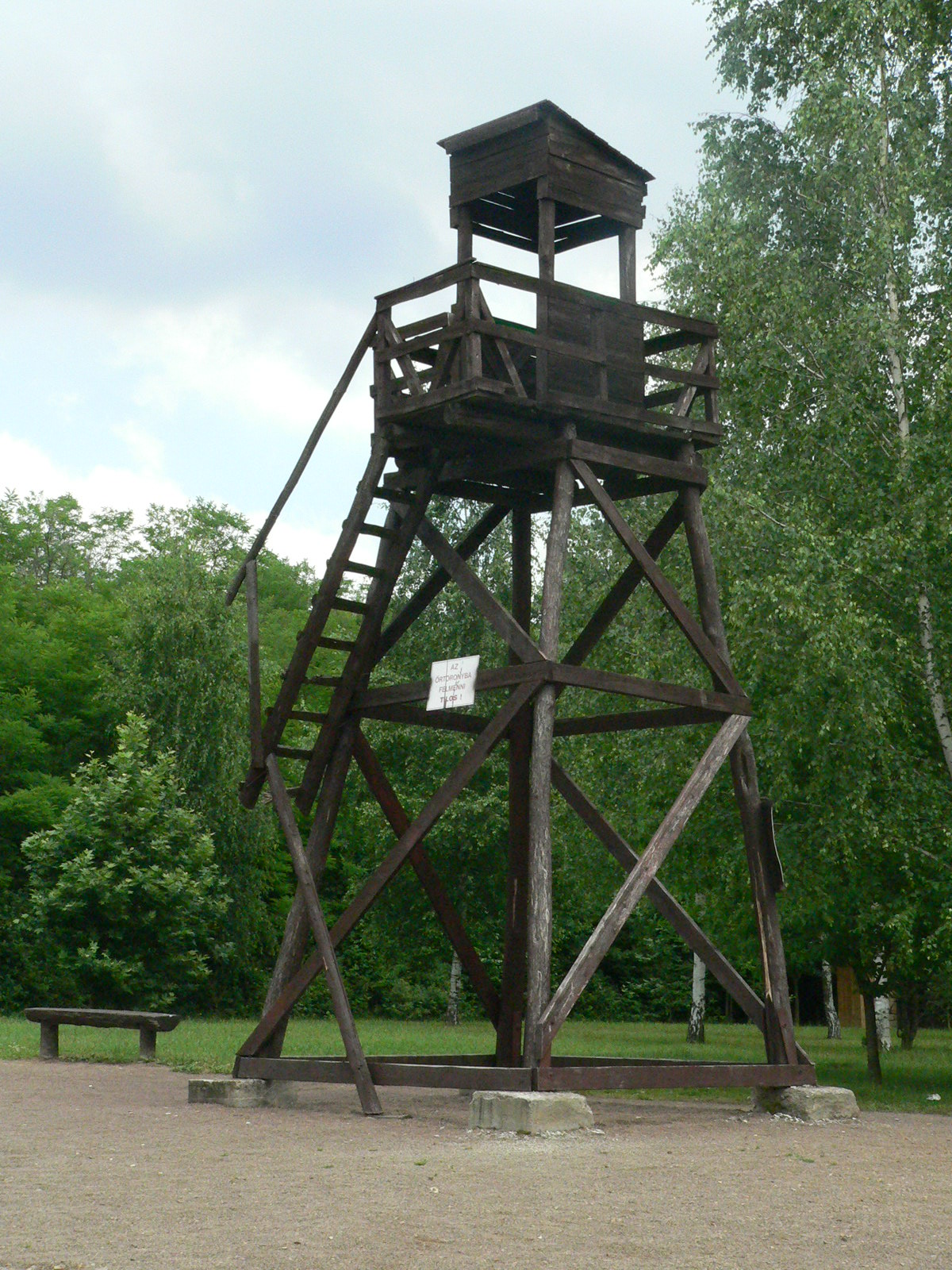
Wachturm
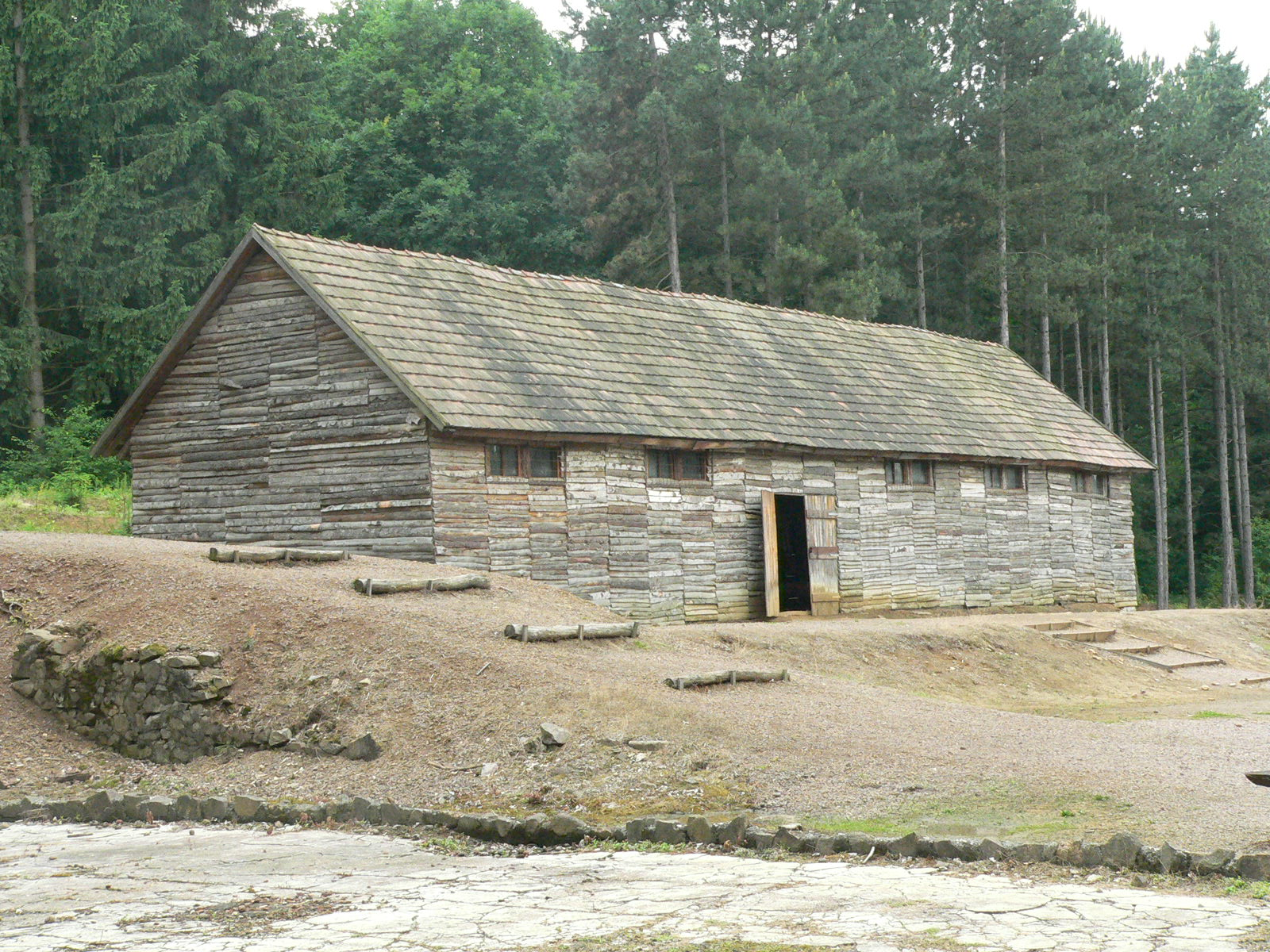
Häftlingsbaracke
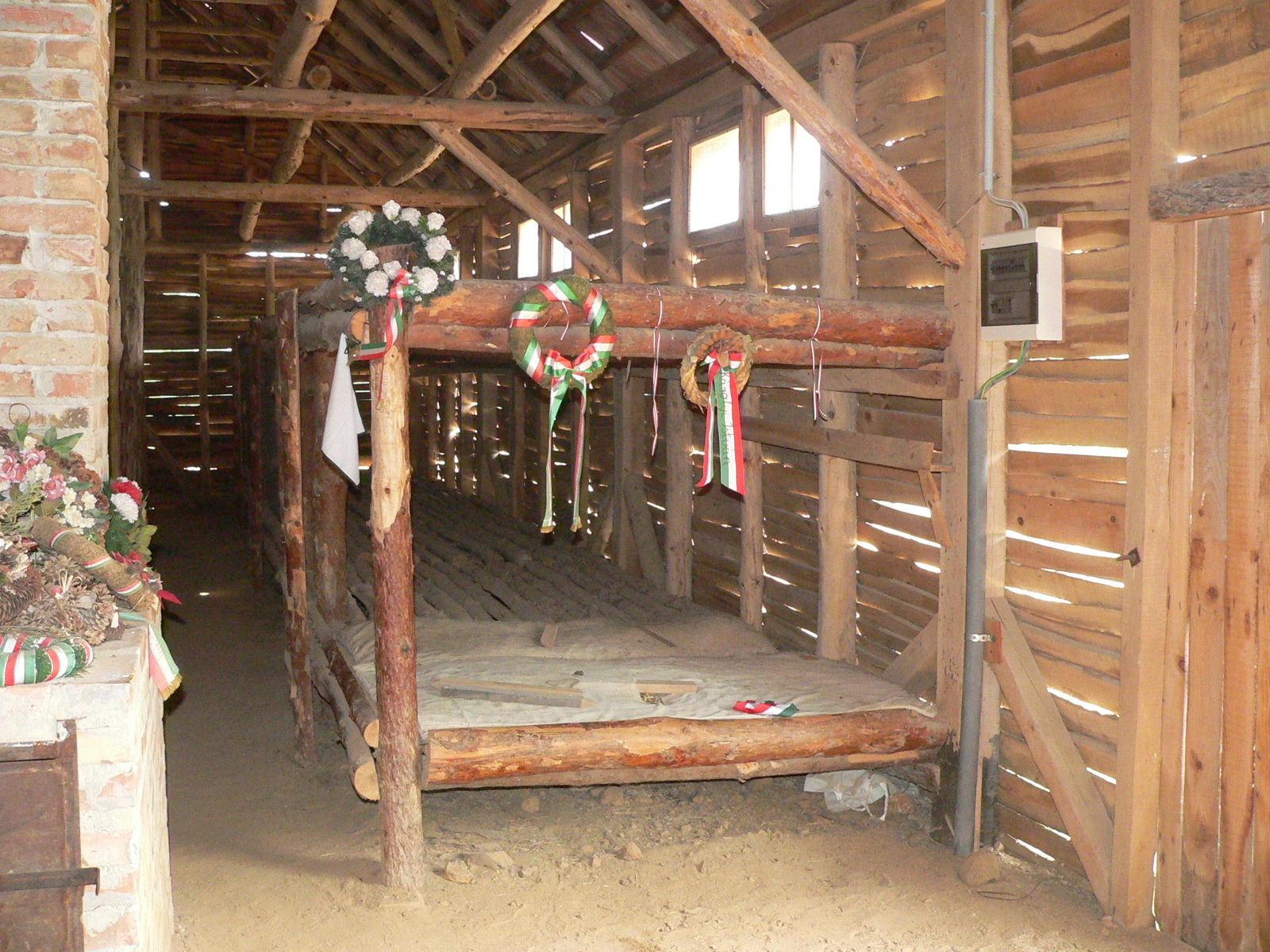
Innenraum der Baracke
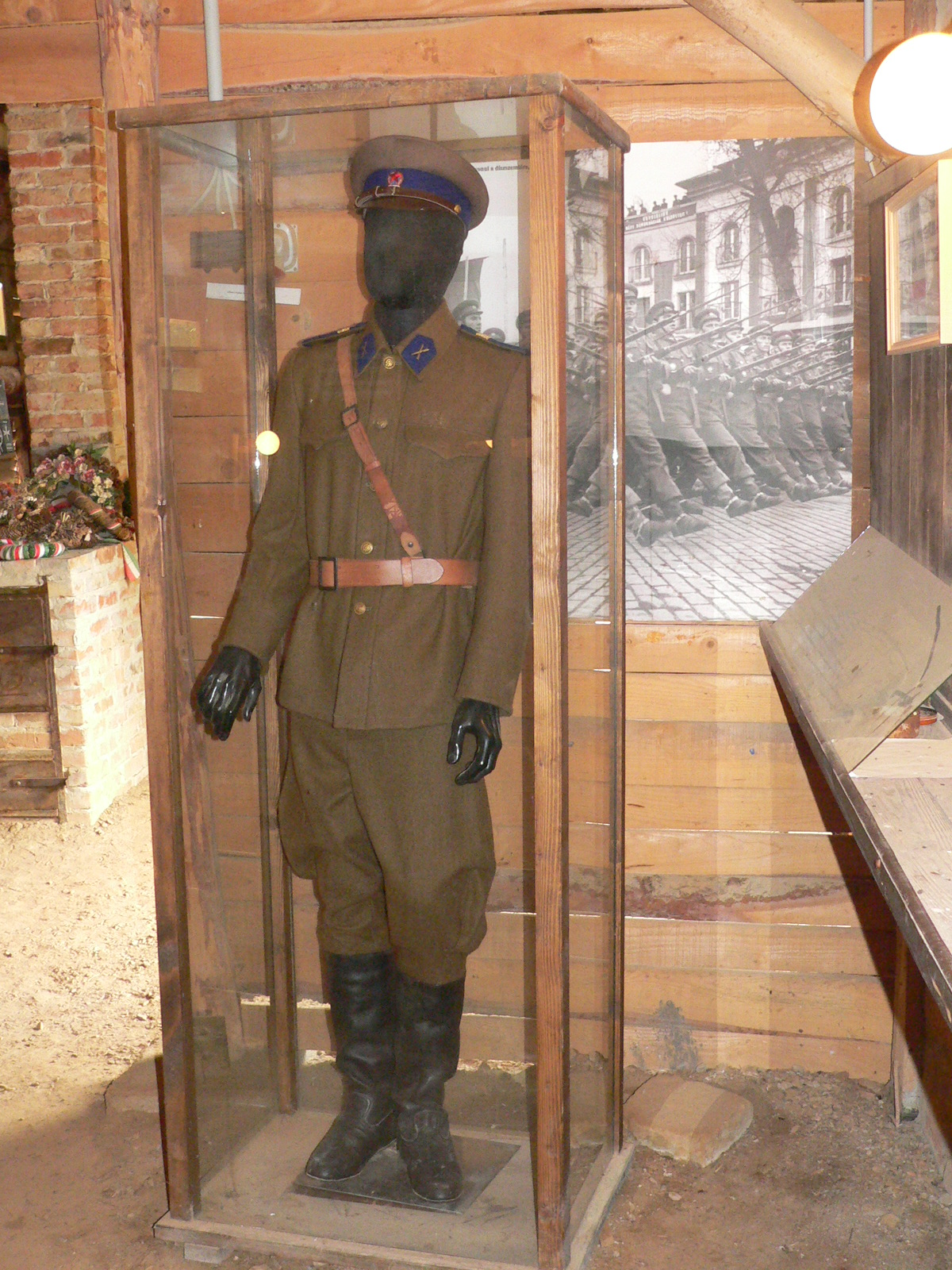
Ausstellung in der Baracke